# クレメンス・アウグスト・グラーフ・フォン・ガーレン
クレメンス・アウグスト・グラーフ・フォン・ガーレン（Clemens August Graf von Galen, 1878年3月16日 - 1946年3月22日）は、ドイツのミュンスター司教、枢機卿、伯爵。国家社会主義ドイツ労働者党（ナチス）政権の障害者安楽死計画（T4作戦）実施の際に公然と批判の声を上げたことで有名な人物である。

## 経歴
ガーレンは1878年3月16日、中央党の政治家などを勤めたフェルディナント・ヘリベルト・フォン・ガーレン伯爵とシュペー伯爵家の血を引くエリザベートの11番目の子としてディングラーケ城で生まれた。ガーレン家はかつてミュンスターを支配した一族の末裔であった。イエズス会の経営するフェリベルトの学校で学んだ後、フェヒタで大学入学資格を得、スイスで哲学を学ぶ中で聖職者を志すようになった。インスブルックとミュンスターで神学を学び、1904年に司祭に叙品された。1906年にはベルリンの聖マティアス教会の助任司祭となり、以降23年間をベルリンで過ごした。

### ミュンスター司教として

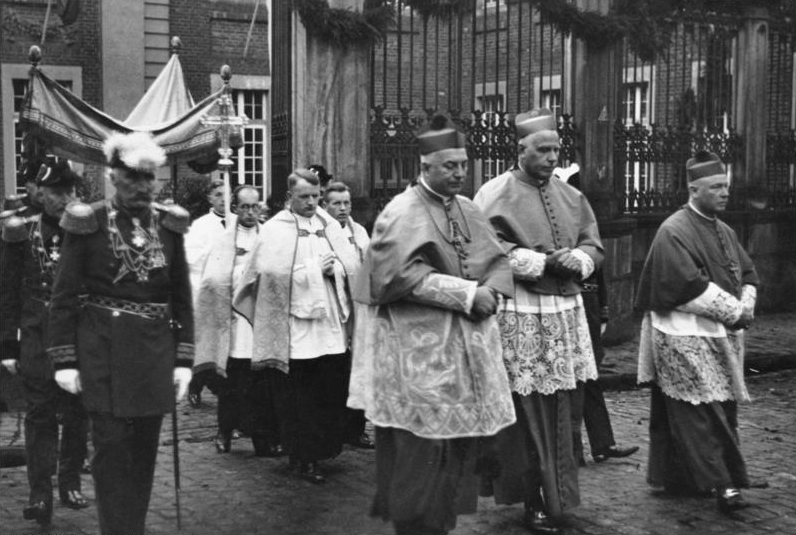
1933年、ガーレンの司教奉献式

1923年にはランベルティ教会聖堂区司祭としてミュンスターに帰り、1933年10月にミュンスター司教区の司教となった。この際に自らの信条として「ラテン語: Nec laudibus  nec timore（称賛を求めず、恐怖にたじろがず）」を選んでいる。ガーレンは剛直な性格であり、「ミュンスターのライオン」とあだ名された。1934年には「ミュンスター司教区報」に、国家社会主義ドイツ労働者党のイデオローグであったアルフレート・ローゼンベルクの『二十世紀の神話』を批判する文章を掲載している。1937年にはローマに招かれ、ピウス11世によるナチズムを批判した回勅「ミット・ブレネンダー・ゾルゲ」の策定に関与している。1937年には禁止命令が出ていたにもかかわらず、ミュンスターで聖体行列を執り行い、「主たるキリストの休日」では4万人の信徒を前にナチスの文化政策を批判する説教を行っている。翌日、ナチ党側は宣伝大臣ヨーゼフ・ゲッベルスを招いてこれに反対する集会を開いたが、ミュンスター市民は一人も姿をあらわさなかったという。

### T4作戦への公然の批判
1941年8月3日の説教で安楽死政策を公然と批判し、計三回の批判演説を行った。ガーレンはこれらの説教で、抗議にもかかわらず患者が病院から連行されていったことを述べた上で、「もし精神疾患患者を初めとして、『非生産的人間』を殺害する権利があると認めるなら、それはすべての『非生産的人間』を自由に殺害できることになる。そうなると、誰もが安全ではなくなる。なにかの委員会が『非生産的人間』と判定し、そうすれば『生きるに値しない命』となってしまい、なにも私たちを殺害から守ってくれないからだ」と殺害してよい命を人が定めることは十戒にある「殺してはならない」に反する点、また十戒にある「あなたには、わたしをおいてほかに神があってはならない」という言葉を引き、国家・人種・民族・自然等の偶像化が行われていることを批判している。また、ガーレンは刑法190条による告発も行っている。
一部のナチ党幹部はガーレンを死刑にするよう求めたが、ミュンスター市民への影響を考慮したゲッベルスは慎重論を主張し、総統アドルフ・ヒトラーもそれに応じた。ただしミュンスター教区の下級聖職者の中には逮捕されたものも多く出ている。演説は連合国軍が宣伝ビラでガーレンの説教文をばらいたことで一般にも広く知られるようになり、世論も動揺した。ローマ教会の最高司教会総会は安楽死政策が認められないという決定を行い、教皇ピウス12世がその決定を広く公布するよう命じた。ピウス12世はこの後もたびたび安楽死を批判する発言を行った。
T4作戦への批判が高まったことから、1941年8月24日にヒトラーはT4作戦の責任者フィリップ・ボウラーに対して安楽死の中止を口頭で命令した。この中止命令により、安楽死政策そのものは公式的に中止されたと公には受け取られたものの、実際にはハダマー安楽死施設のガス殺が中止されたのみに過ぎなかった。1944年7月20日のヒトラー暗殺未遂事件では、弟のフランツ・フォン・ガーレンが逮捕され、強制収容所に送り込まれている。
1946年2月、ローマにて枢機卿に叙任され、その際にはローマ市民から「ガーレン伯爵！ガーレン伯爵！（Il conte Galen,il conte Galen）」と歓呼の声を受けた。3月の帰国後間もなく病に倒れ、3月22日に没した。墓所は聖パウルス大聖堂に置かれ、1987年には教皇ヨハネ・パウロ2世の訪問を受けている。教皇は「私が今日ミュンスターヘ来たのは、この墓に詣で、ここで祈るためである」と述べている。

## 人物

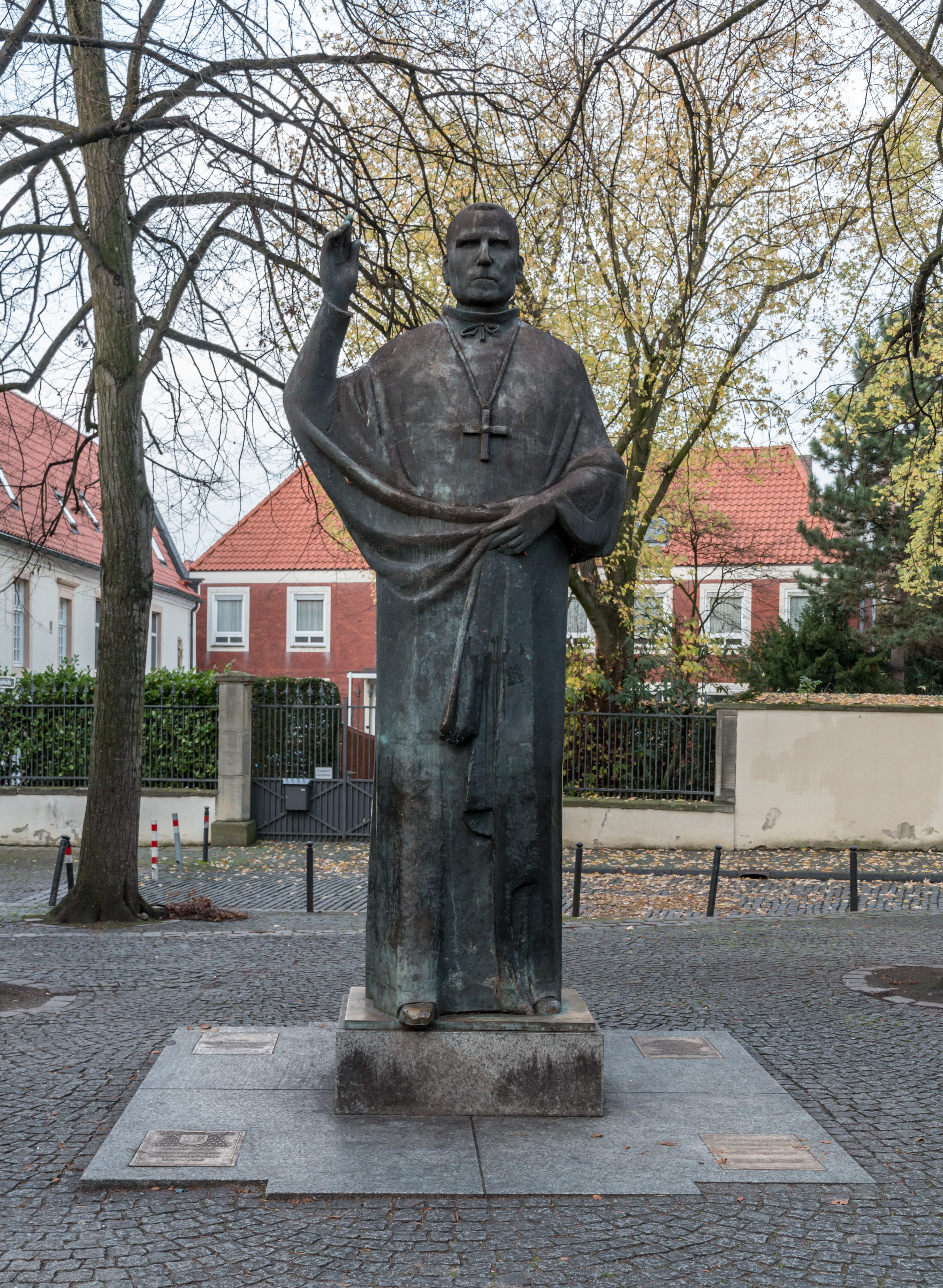
聖パウルス大聖堂広場に置かれたガーレンの銅像

政治的には保守的で、第一次世界大戦では従軍司祭を志願したこと、ヴァイマル憲法やヴェルサイユ条約に批判的であり、ラインラント進駐や第二次世界大戦開始を支持したことなどが知られる。このためガーレンがカトリック右派であると指摘する声もある。ただし第一次世界大戦や第二次世界大戦への支持は当時の一般的風潮であり、ヴァイマル共和政への批判的論調も当時のカトリック聖職者としてはごく一般的である。
ミュンスターのランベルティ教会に移った際、家具職人から「伯爵様！」と声をかけられたが、「私はここでは伯爵ではないよ、聖職者だよ」と返している。
T4作戦を批判したことで秘密警察から逮捕の予告を受けたことがあったが、ガーレンは「大聖堂の前で司教の正装で待っている。いつでも逮捕に来い」と答え、「正装したローマ・カトリックの司教を逮捕する」イメージを恐れた秘密警察はとうとう逮捕を断念した。
ガーレンが説教中に、ナチスの青少年教育を批判したところ、聴衆の中から「妻子もない独身者が何の権利があって家族や結婚の問題を語るのか」と野次が飛んだ。ガーレンは厳粛な口調で「この大聖堂内で敬愛する総統への批判については絶対に容赦しない」と応じたという逸話がある。これはカトリックの聖職者も総統アドルフ・ヒトラーもともに独身であることを前提としたジョークであり、実際に起きたエピソードではない。